# Thermes d'Antonin
Vous lisez un « bon article » labellisé en 2009.
Les thermes d'Antonin, situés à Carthage (Tunisie), sont le plus vaste ensemble thermal romain construit sur le sol africain. Ils constituent aussi le seul bâtiment thermal de Carthage dont il subsiste quelques vestiges, en dépit de la prédation féroce qui a sévi sur le site archéologique et dépouillé le monument de ses matériaux.
Même si le bâtiment constitue l'ensemble thermal le plus important construit à Carthage, et le « plus grand édifice balnéaire du monde provincial, à l'image de la mégapole carthaginoise », il n'était pas le seul. Cependant, aucune partie en élévation ne subsiste de la dizaine d'autres édifices du même type ayant pu exister et dont la localisation est incertaine ou inconnue, en particulier les thermes dits de Gargilius, attestés par les textes mais non reconnus avec certitude sur le terrain.
Des installations d'origine ne subsistent plus qu'une grande partie du sous-sol et quelques vestiges du rez-de-chaussée, situés à proximité du rivage de Carthage. En effet, le site a servi de carrière de pierres pendant des siècles afin d'édifier de nombreux monuments, tant à Tunis que dans de nombreuses villes du nord du bassin méditerranéen comme Pise, sa proximité du rivage ayant aggravé la prédation. Abdelmajid Ennabli et Hédi Slim ont pu dire de l'édifice qu'il n'était plus qu'« un colosse abattu et dépouillé de presque tous ses éléments tant architecturaux qu'ornementaux ».
Les vestiges s'étendent sur une longueur supérieure à 300 mètres, le long du rivage. L'anastylose d'une colonne du frigidarium, réalisée par une mission archéologique tunisienne en 1985 dans le contexte de la campagne internationale menée par l'Unesco (1972-1992), permet de se faire une idée de la magnificence des lieux à l'apogée de la cité romaine ; les voûtes disparues s'élevaient à une hauteur supérieure à 29 mètres, soit approximativement un immeuble d'une hauteur de huit étages.
Les ruines sont localisées au sud-est du site archéologique, à proximité immédiate du palais présidentiel de Carthage. Les fouilles effectuées depuis la fin de la Seconde Guerre mondiale ainsi que la création d'un parc archéologique dédié au monument — abritant bien d'autres éléments dignes d'intérêt et révélateurs du très riche passé de cette ville « emblématique » (selon Sophie Bessis) — en font l'un des lieux incontournables du tourisme dans la ville.
Ils sont classés comme partie du site archéologique de Carthage sur la liste du patrimoine mondial de l'Unesco. Le 17 février 2012, le gouvernement tunisien propose le complexe hydraulique romain de Zaghouan-Carthage dont ils font partie pour un futur classement sur la liste du patrimoine mondial.

## Localisation et topographie

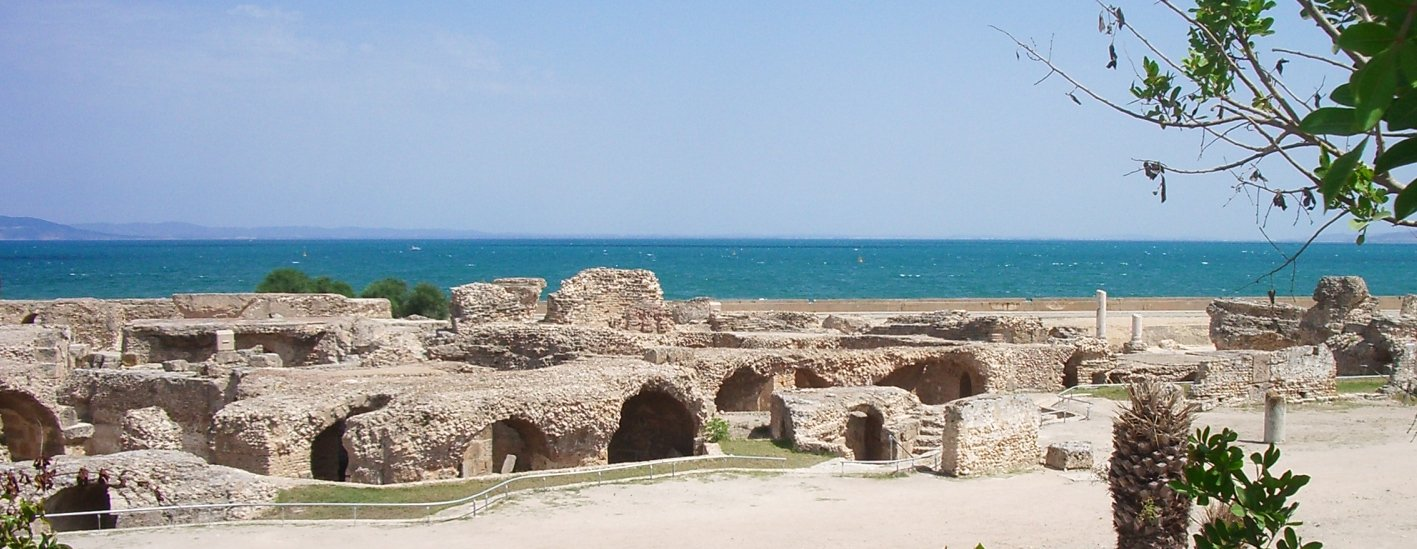
Vestiges des thermes à proximité immédiate de la mer.

Plan des divers éléments du site archéologique de Carthage, les thermes d'Antonin sont figurés au no 15.

Les thermes d'Antonin se situent à l'extrémité sud-est du site archéologique de Carthage, au bas de la colline actuelle de Bordj Djedid, qui accueillait à l'époque romaine un important sanctuaire de Sérapis reconnu au XIXe siècle et un important escalier de marbre détruit au XXe siècle. Coincé à l'est par la colline et au nord par une hausse du relief sensible, l'espace disponible pour une construction monumentale à vaste esplanade est bien moindre que dans d'autres cités.
La topographie des lieux a toutefois beaucoup changé depuis l'Antiquité, une zone initialement marécageuse ayant été asséchée et la ligne de rivage étant alors beaucoup moins nette qu'elle ne l'est de nos jours. Il faut noter également que le niveau de la mer Méditerranée s'est relevé d'une cinquantaine de centimètres, engloutissant une partie des vestiges dont la piscine de l'ensemble thermal.
Les thermes ont une emprise de quatre insulae de la cité romaine et, si les bâtiments sont comparables à d'autres édifices de même fonction, force est de constater qu'il n'en est pas de même pour l'esplanade qui se heurte ici au relief très rapidement escarpé.
Occupé aux deux premiers siècles de notre ère par des quartiers d'habitation, l'espace est libéré par un important incendie qui permet la mise en place d'un important programme édilitaire, qui trouve ici un parallèle africain avec les programmes mis en œuvre dans d'autres cités à l'occasion de semblables catastrophes, et en premier lieu Rome.

## Historique

### Élément essentiel de la parure monumentale de la capitale du proconsul d'Afrique du Haut-Empire

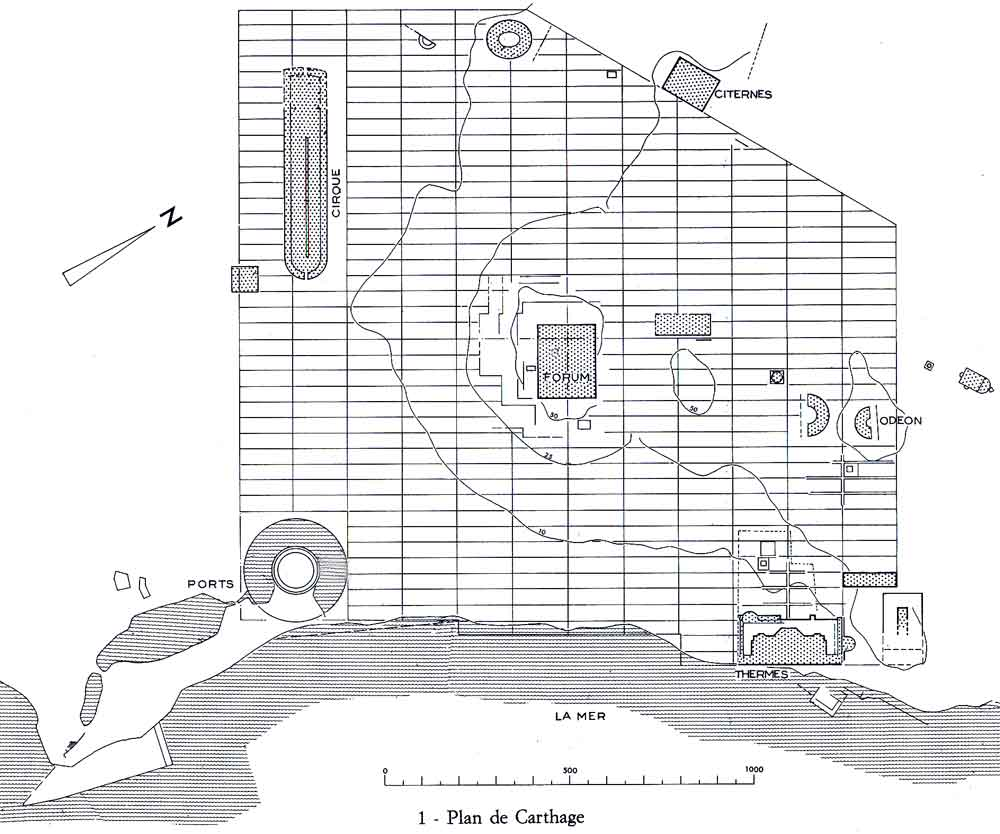
Plan de la Carthage romaine avec localisation des principaux édifices publics.

L'édifice des thermes portant le nom d'Antonin le Pieux est édifié sur le bord de mer, après un grand incendie ayant ravagé la cité au IIe siècle. La construction est datée précisément d'une période située entre 145 et 162 ; elle est proche de la plupart des grands édifices de la capitale du proconsul d'Afrique, représentant du pouvoir dans la province, dont il reste quelques vestiges comme l'amphithéâtre, le théâtre et l'odéon.
Le nom est trompeur sur l'origine de la construction, l'inscription dédicatoire relevant que l'édifice a été édifié « avec la permission » de l'empereur. L'édifice témoigne de la prospérité de la province. On est peut-être ici face à une manifestation de l'évergétisme de la fraction la plus aisée de la population alors que le pouvoir impérial a pu accorder une aide sous la forme de remises fiscales à la province, ainsi que le laissent penser certaines expressions de la dédicace de l'édifice : il s'agirait cependant d'une situation très spécifique.
La construction témoigne ainsi de la volonté des élites locales de transposer sur le sol africain les modèles expérimentés auparavant dans la capitale impériale. Alexandre Lézine a d'ailleurs mis en évidence l'intervention d'un architecte venu de Rome et travaillant avec une équipe locale : un appareil à la fois africain comme l'emploi de l'opus africanum et italique comme l'opus mixtum coexistent sur le chantier, de même que l'usage d'unités de mesure des deux origines, la coudée punique et le pied romain.

### Des restaurations antiques à l'utilisation comme carrière
Des restaurations ont eu lieu sur le bâtiment après un tremblement de terre survenu au IVe siècle, ces interventions étant datées entre 388 et 392.
Après l'écroulement d'une partie des voûtes du frigidarium à la fin du IVe siècle ou au début du Ve siècle, le bâtiment continue d'être utilisé à l'époque byzantine avec les mêmes fonctions, mais dans un espace plus restreint. Un atelier de potier s'installe en effet au niveau de l'étage de service du caldarium.
La datation aux environs de 530 de ces nouveaux bains est liée aux techniques de construction utilisées. Les thermes dans cet état tardif sont ainsi bien plus vastes que d'autres construits dans la même période, cette surface étant liée à l'ampleur de l'édifice réutilisé.
Yvon Thébert repousse l'attribution de la destruction de la bâtisse aux Vandales, thèse défendue par Gilbert Charles-Picard et Alexandre Lézine mais réfutée par ce dernier par la suite. L'abandon final des fonctions thermales se produit en 638, selon Alexandre Lézine, certains auteurs considérant que le bâtiment a été utilisé dans ses fonctions premières jusqu'après la conquête arabe de la région.
Les ruines des thermes, à partir de cette époque, servent de carrière pendant des siècles, la proximité de la mer facilitant et aggravant cette prédation. Un atelier de sciage de marbre a d'ailleurs été retrouvé dans le complexe thermal, le matériau ayant servi non seulement à la construction monumentale de l'espace tunisien actuel mais de Pise et Gênes, voire de Canterbury.

### Des recherches archéologiques à la mise en valeur du patrimoine

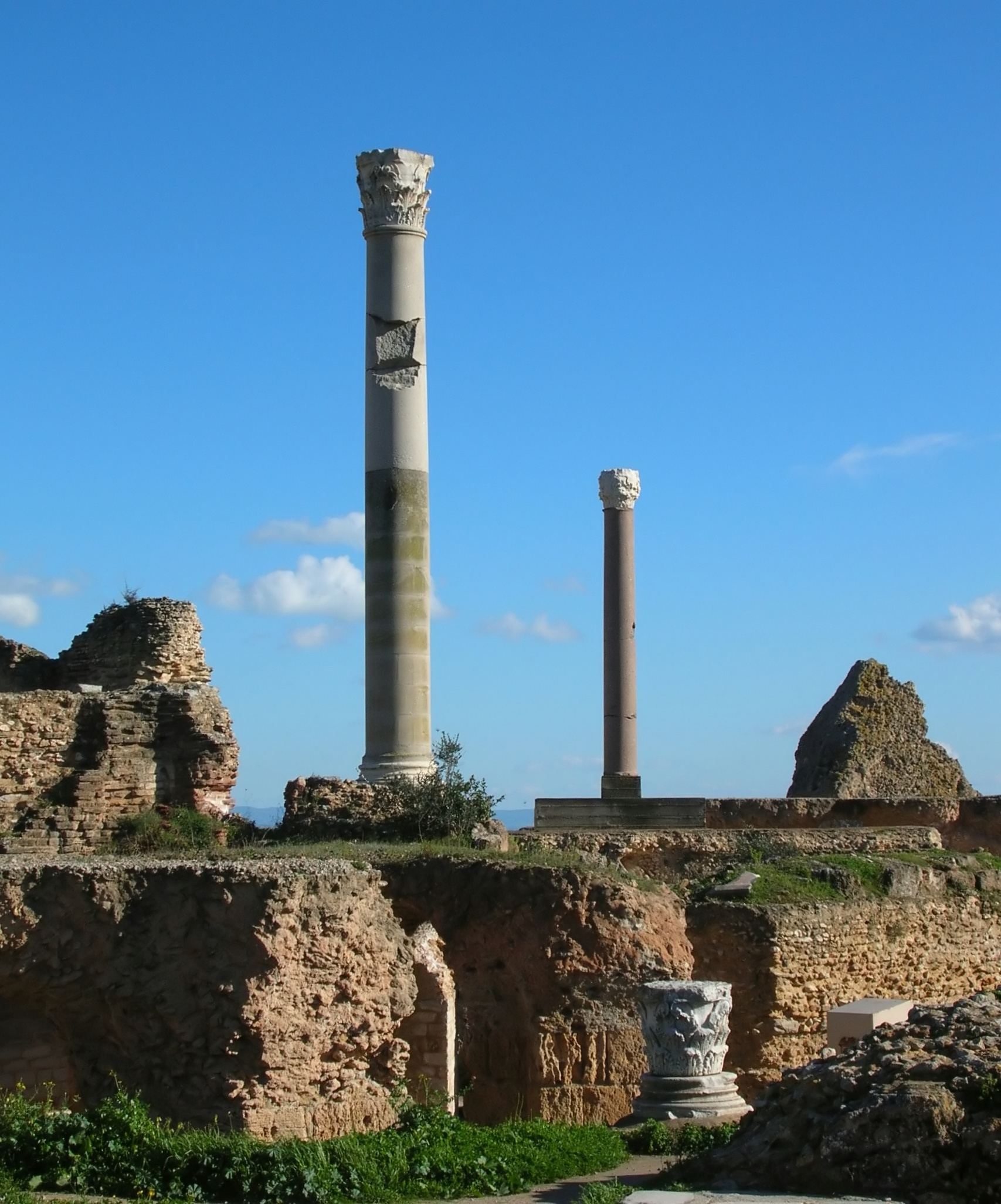
Vue sur les deux colonnes ayant fait l'objet de l'anastylose.

Le complexe monumental est identifié au début du XIXe siècle puis classé monument historique dès 1901. Durant l'après-guerre, plus précisément entre 1944 et 1956, Gilbert Charles-Picard fait procéder au dégagement des ruines et à des travaux de consolidation par Maurice Pinard et Alexandre Lézine. Ce dernier, tout en regrettant qu'elles soient incomplètes, publie des synthèses de ses notes sur l'architecture du monument en 1968 et 1969.
Dans le cadre de la campagne internationale de l'Unesco de 1972-1992, Mohamed Fendri, directeur des monuments historiques à l'Institut national d'archéologie et d'art propose de redonner une échelle aux ruines en restaurant des colonnes. En 1972, l'architecte consultant de l'Unesco, Jacques Vérité, fait les études correspondantes tout en réaménageant l'escalier nord d'accès à l'esplanade, passage obligé des visites du site. Sous la direction du même architecte, le personnel de la conservation du site de Carthage travaillent en régie, parfois assisté par des équipes tunisiennes, les travaux débutant en 1980 par le remontage d'une colonne de la palestre nord. Ils sont suivis entre 1984 et 1986 par l'anastylose de l'une des colonnes du frigidarium : le fût de cette colonne haut de 12,50 mètres de haut pèse 60 tonnes. Le chapiteau mesurait pour sa part environ 1,80 mètre de hauteur pour un poids de 8 tonnes. Entre 1986 et 1988, une colonne de l'une des piscines du frigidarium, une colonne « blanche » et l'anastylose horizontale d'une colonne du portique sud du frigidarium complètent ces travaux de mise en valeur.
Durant la campagne internationale de l'Unesco, les thermes d'Antonin sont inscrits sur la liste du patrimoine mondial en 1979, et sont insérés dans le parc national de Carthage et Sidi Bou Saïd.

## Plan d'ensemble et fonctionnement du centre thermal

### Organisation générale de l'espace thermal et place de l'esplanade

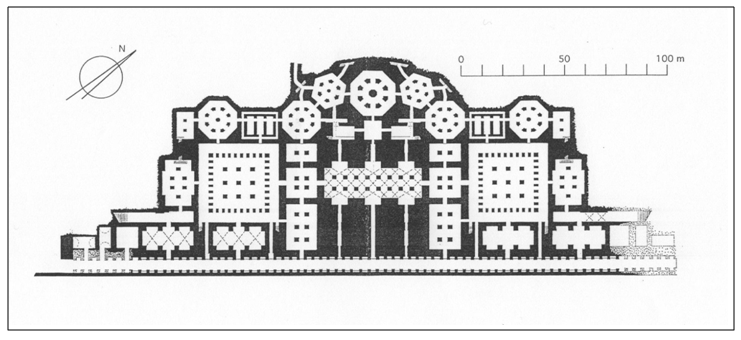
Plan du sous-sol par Jacques Vérité en 2017.

Durant les travaux, Jacques Vérité entreprend d'étudier la façade maritime du complexe. En effet, malgré la quasi-disparition de l'édifice sur plusieurs mètres de profondeur, les vestiges étaient encore suffisants pour constater que les solutions proposées par Alexandre Lézine (existence d'un quai et une piscine surdimensionnée) n'étaient pas satisfaisantes. Ces études modifient profondément la compréhension du fonctionnement des thermes et révèle le caractère « impérial » de la façade maritime du complexe, les façades sur le quartier environnant devenant de ce fait secondaires. En ce qui concerne l'urbanisme romain du bord de mer de Carthage, l'hypothèse de la prolongation par des colonnades de la façade des thermes est envisagée sur plusieurs insulae, au moins jusqu'à celle découverte par Rakob sur le front de mer de la cité et, peut être, jusqu'aux ports où Henry Hurst trouve une disposition similaire. Dans ce cadre, les thermes d'Antonin auraient été l'« une des pièces maîtresses de l'orchestration du front de mer ».
L'ensemble des thermes a été implanté sur un terrain naturel pentu. Un vaste radier de plusieurs mètres d'épaisseur a comblé la rive maritime et a servi d'assise à l'ensemble du sous-sol. Ce dernier avait essentiellement pour but d'être l'infrastructure du niveau utile des thermes situé 6,58 m au-dessus (G. Charles Picard, Les cryptes d'édifices publics, dans Les cryptoportiques dans l'architecture romaine, Colloque CNRS, 1973). L'esplanade quant à elle est située au niveau 4,20 m, ce qui exige que la partie nord soit entaillée dans la colline. Ces contraintes expliquent le plan particulier de l'édifice. Si le pavillon central est de taille comparable aux autres édifices thermaux, avec une surface de 18 000 à 19 000 m2, l'emprise totale du complexe est d'environ 35 000 m2. L'esplanade est de ce fait restreinte, le faible espace entraînant des choix architecturaux dépassés au IIe siècle.
Cette esplanade est par ailleurs peu connue du fait de la présence des éléments de voirie moderne et du caractère incomplet des fouilles effectuées. Les accès depuis les rues avoisinantes semblent être peu nombreux et inexistants depuis le niveau des thermes. Quatre escaliers mènent au sous-sol : deux larges à proximité des extrémités du cardo de bord de mer et deux étroits près de la salle chaude centrale. Un portique à piliers carrés était présent sur trois de ses côtés. Il distribuait des locaux mosaïqués en noir et blanc. Alors que certains auteurs voient dans l'exèdre située au nord du bâtiment un nymphée, Alexandre Lézine propose d'y voir un espace muni de douches. Deux latrines étaient aménagés sans effet de symétrie pour tenir compte du terrain et de l'emprise des autres insulae, celle du nord étant située de l'autre côté d'un decumanus. En forme d'hémicycle, elles pouvaient contenir de 80 à 100 sièges de marbre.

### Espace thermalstricto sensu

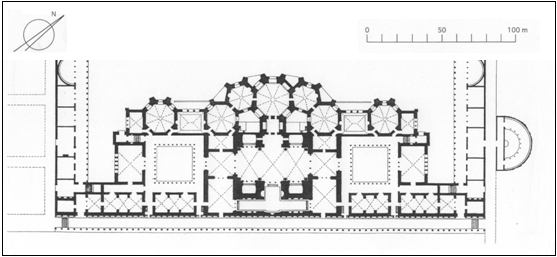
Plan du rez-de-chaussée par Jacques Vérité en 2017.

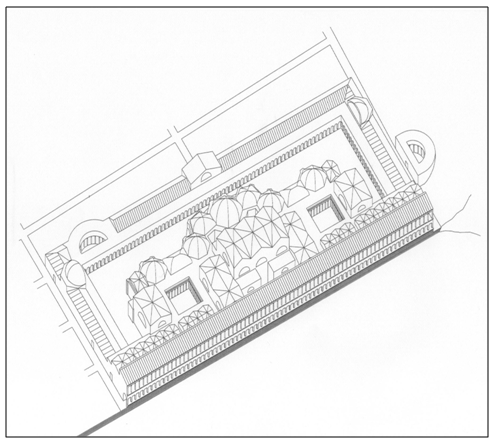
Perspective des thermes et de l'esplanade par Jacques Vérité en 2017.

L'essentiel des ruines visibles actuellement concerne le sous-sol, quelques fragments subsistant de l'élévation de l'étage des bains ainsi que de fragments de mosaïques de ce niveau. Sept des pièces du complexe étaient de forme octogonale. L'accès se faisait au travers de quatre portes, dont deux donnaient sur l'esplanade, du côté du parc actuel, les deux côtés latéraux possédant chacun leur accès propre.
L'espace thermal est organisé de façon similaire à celui des édifices impériaux de Rome : il était partagé en deux parties symétriques censées répondre à la séparation des sexes, exigence d'autant moins respectée que sur l'axe central les espaces sont communs. Cet axe était composé (du nord au sud) d'une salle chaude (caldarium), d'une salle tiède (tepidarium), d'une salle tempérée (frigidarium), une salle de plus de 1 000 m2 destinée aux bains froids avec une piscine sur chacun de ses angles, soutenue par huit colonnes de granit de 1,45 mètre de diamètre, dont l'une a fait l'objet de l'anastylose et de la piscine froide (natatio) longue de 49 mètres sur environ 6 mètres de large. Un axe longitudinal met en communication le frigidarium avec des salles de transition à travers un portique (voir l'anastylose horizontale et le fragment de frise inscrit datant le monument). De là, on accède aux palestres (des espaces destinés aux exercices sportifs dont la lutte et de forme carrée contrairement à bien d'autres sites moins contraints par la superficie disponible) puis à des gymnases destinés à la pratique du sport à l'abri des intempéries. Cet axe longitudinal s'achève par des vues sur l'esplanade à travers un portique à colonnades de marbres blancs d'origine grecque.
Huit entrées autorisent l'accès du public depuis le cardo de bord de mer. Les parcours se différencient alors suivant les désirs ou les capacités de chacun. Au sud, les vestiaires (apodyteria), proches des entrées, sont accolés aux palestres et aux gymnases. Au nord, les espaces chauffés, combinent en une solution originale sur les plans technique et esthétique des pièces de forme octogonale avec certaines de forme hexagonale. Ils offrent un grand choix de possibilités : salle chaude (caldarium) avec piscine chauffée, signe supplémentaire du luxe de l'édifice, salle tiède (tepidarium), étuve chaude et sèche (laconicum) proche de la salle de friction (destrictarium) où la peau est grattée par les esclaves pour les usagers aisés.
Alexandre Lézine a évoqué la possibilité de bains de mer au vu de la proximité du rivage et des vertus thérapeutiques qui y étaient attachées à l'époque. Cependant, l'étude des pièces des thermes situées en front de mer pose problème, la mer en ayant emporté les fondations. Jacques Vérité a cependant clarifié les limites du front de mer tout en mettant en évidence le caractère monumental de cette façade maritime du monument, comprenant quatre escaliers destinés à constituer un accès pour le public.

Vestiges de l'espace thermal
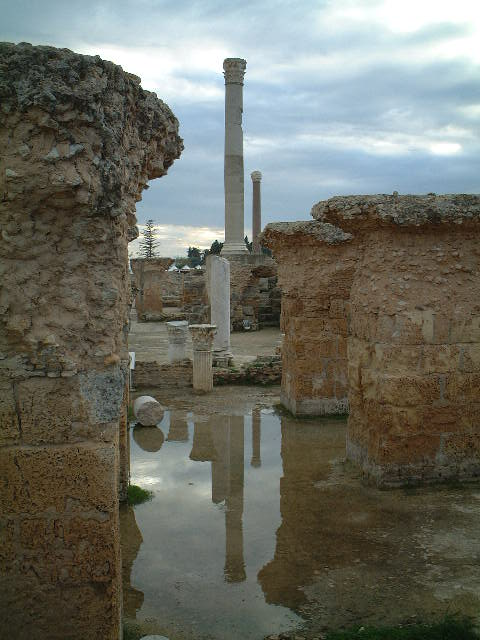
Vue sur les colonnes après anastylose.
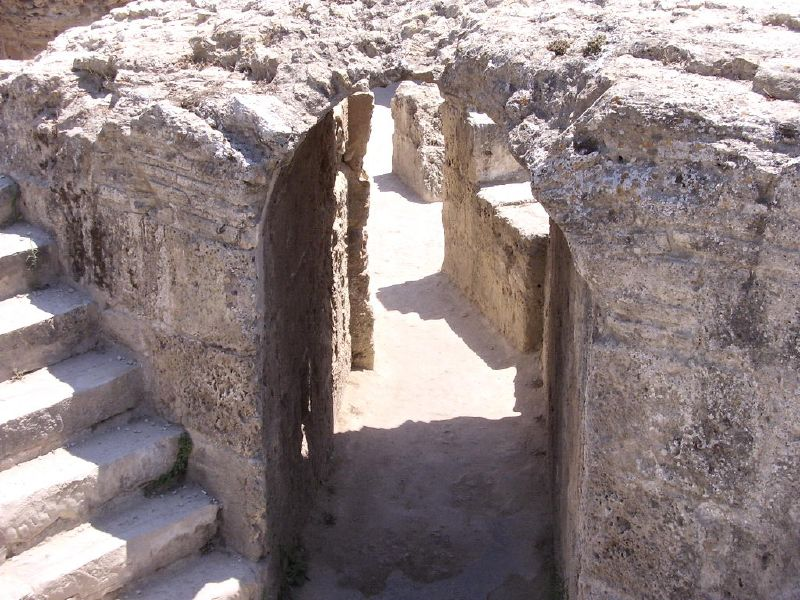
Escalier d'accès au rez-de-chaussée et étage inférieur.
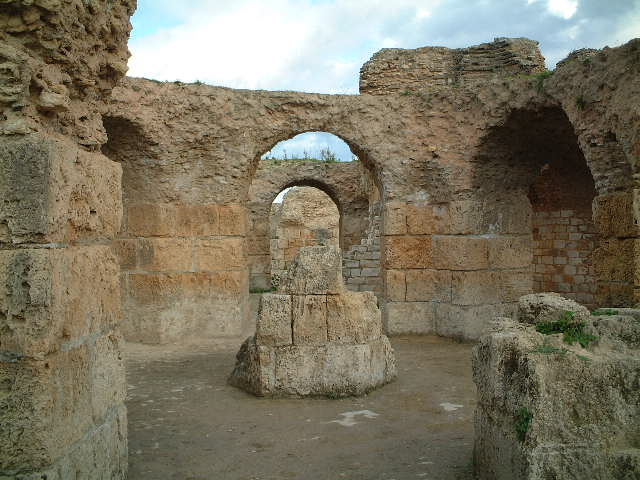
Aperçu des fondations des thermes.
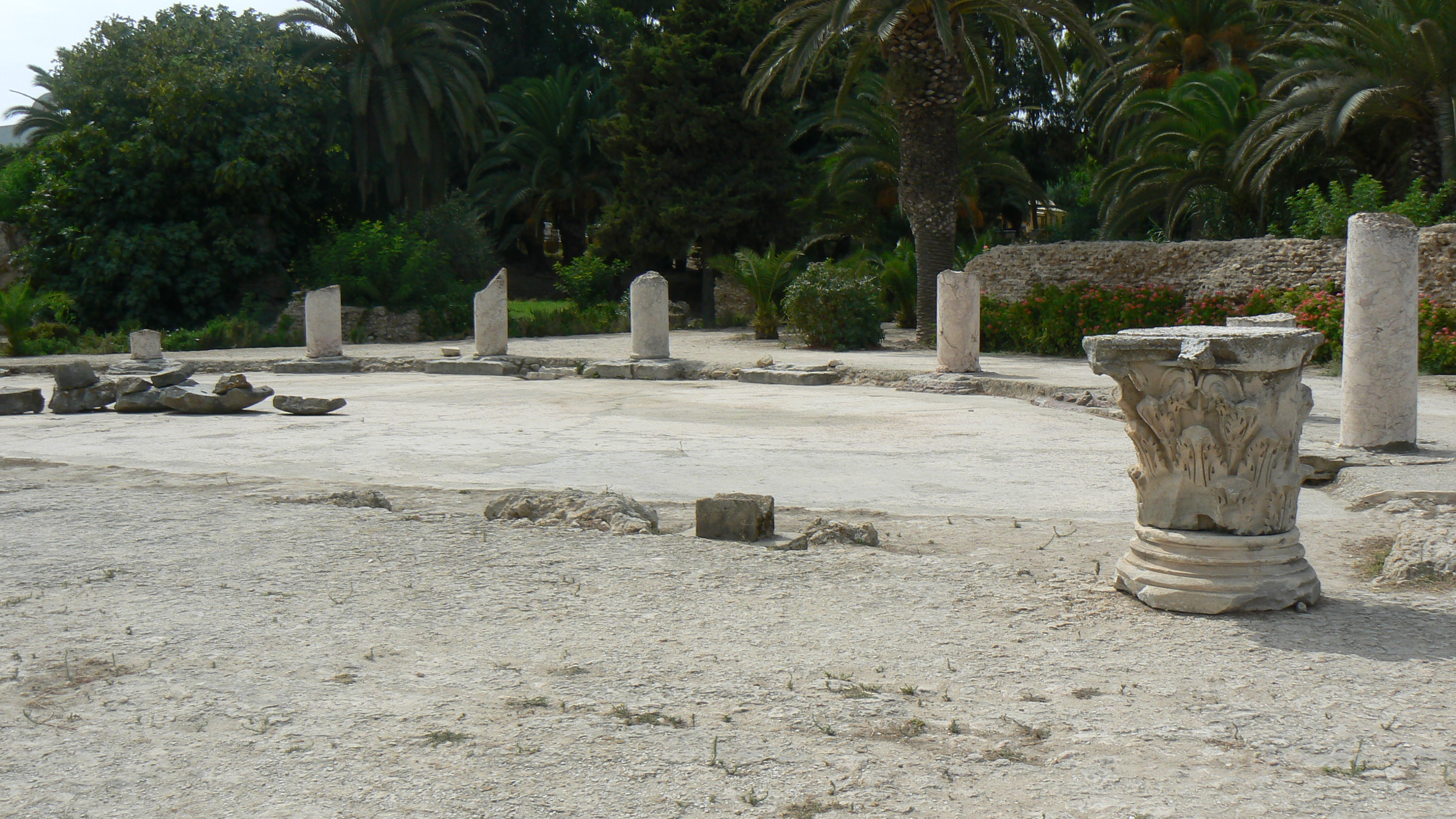
Latrines nord des thermes.

### Alimentation en eau
Un tel complexe nécessitait un approvisionnement en eau important et surtout régulier. L'ensemble thermal était donc alimenté par l'aqueduc de Zaghouan, du nom du Djebel Zaghouan situé à 70 kilomètres de la cité, qui apportait environ 30 000 mètres cubes par jour à partir de son édification à l'époque de l'empereur Hadrien.
L'aqueduc était à la fois souterrain et aérien, une branche aboutissant aux citernes de La Malga d'une contenance de 50 à 60 000 mètres cubes. De là, un réseau de canalisations essentiellement souterraines aboutissait à d'autres citernes secondaires — en particulier sur la colline de Bordj Djedid — en profitant de la déclivité particulièrement forte du relief. Ce dernier réservoir de Bordj Djedid, long de 150 mètres environ sur 39 mètres avait une contenance estimée entre 25 et 30 000 mètres cubes.
La distribution interne de l'eau dans le bâtiment est méconnue du fait de l'état de destruction mais aussi des modifications de grande ampleur effectuées au VIe siècle.

Système d'alimentation en eau
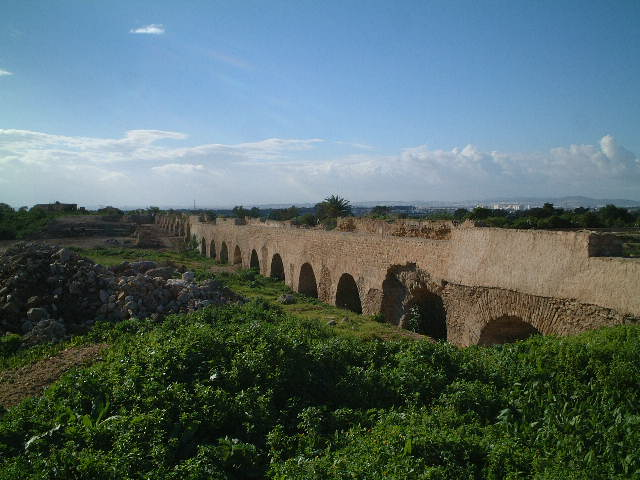
Vue d'une section aérienne de l'aqueduc de Zaghouan.
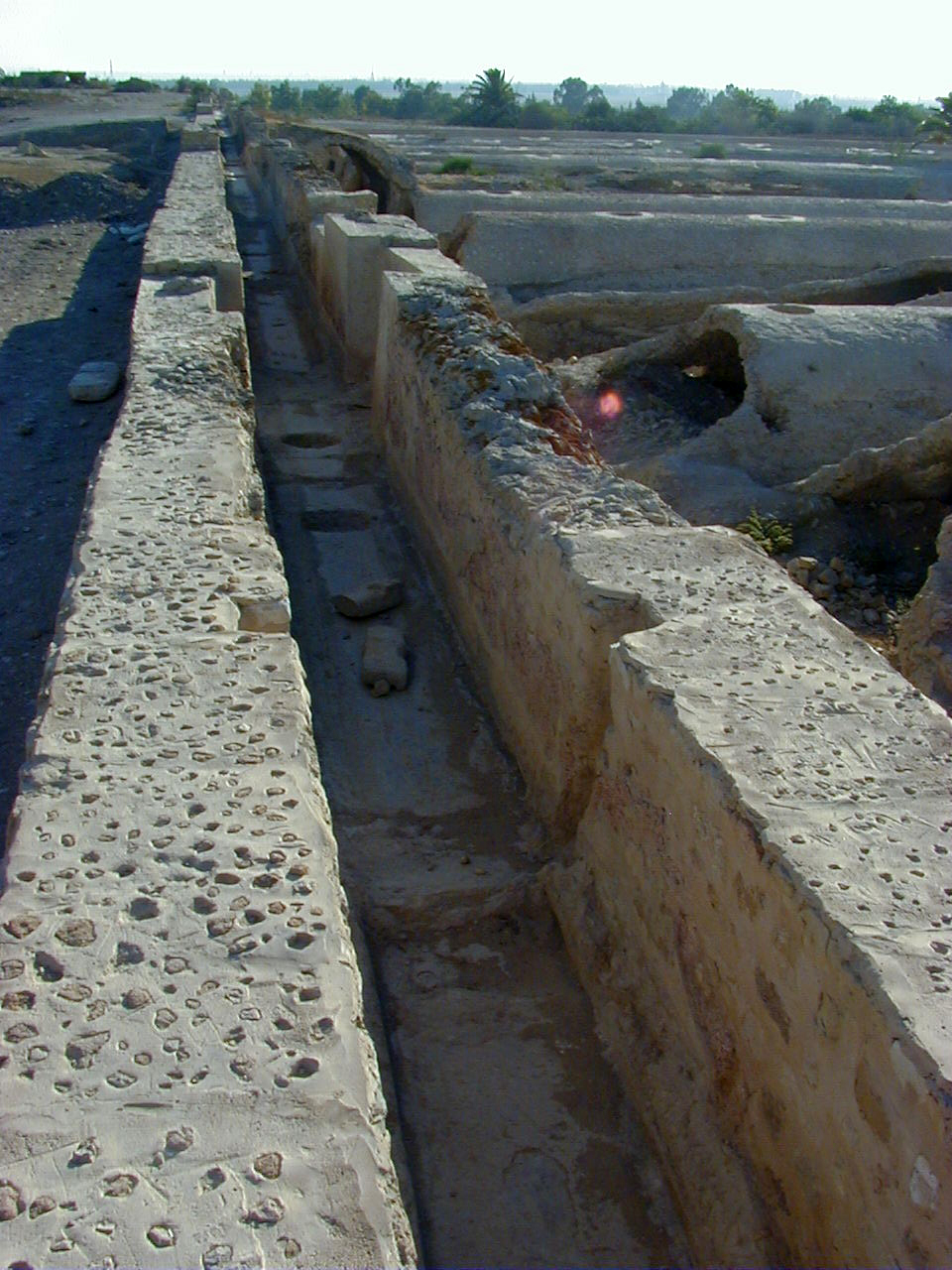
Section de répartition des citernes de La Malga.

### Espaces de service
Les espaces de service sont relativement bien connus puisque constituant la partie de l'édifice la mieux conservée. C'est en effet au milieu de ceux-ci que les visiteurs de passage dans le « parc archéologique des thermes d'Antonin » passent de façon soutenue. Ils sont constituent du sous-sol, des foyers qui ont pu être mis en évidence lors des fouilles archéologiques et du système d'évacuation des eaux usées et des eaux pluviales directement dans la mer, par l'intermédiaire de caniveaux dont des traces ont été reconnues. La proximité de la mer permettait également l'alimentation de l'édifice en bois nécessaire au chauffage de l'eau.

## Ornementation
Les matériaux utilisés, outre ceux d'origine africaine, sont parfois issus de régions éloignées de Sicile, d'Italie et de Grèce,.
On a retrouvé lors du dégagement des ruines des fragments de marbre blanc, rose et vert de Numidie, mais également des colonnes de marbre jaune de Chemtou et de porphyre. Les bases et les chapiteaux quant à eux étaient en marbre de Proconnèse ou du Pentélique.
Parmi les éléments dignes d'intérêt figuraient les colonnes cannelées du gymnase, les colonnes de granit rouge du frigidarium et le revêtement du caldarium en marbre de Chemtou.

Colonnes sur le site des thermes
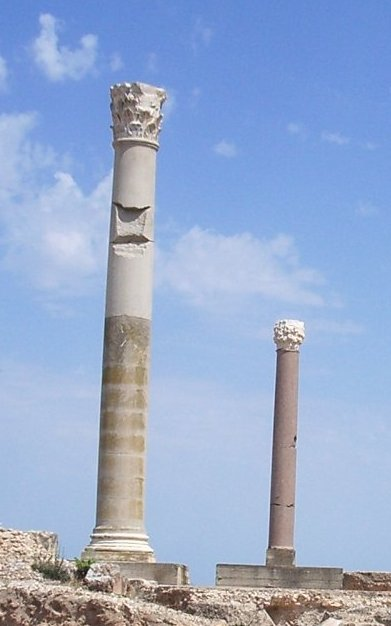
Colonnes redressées.
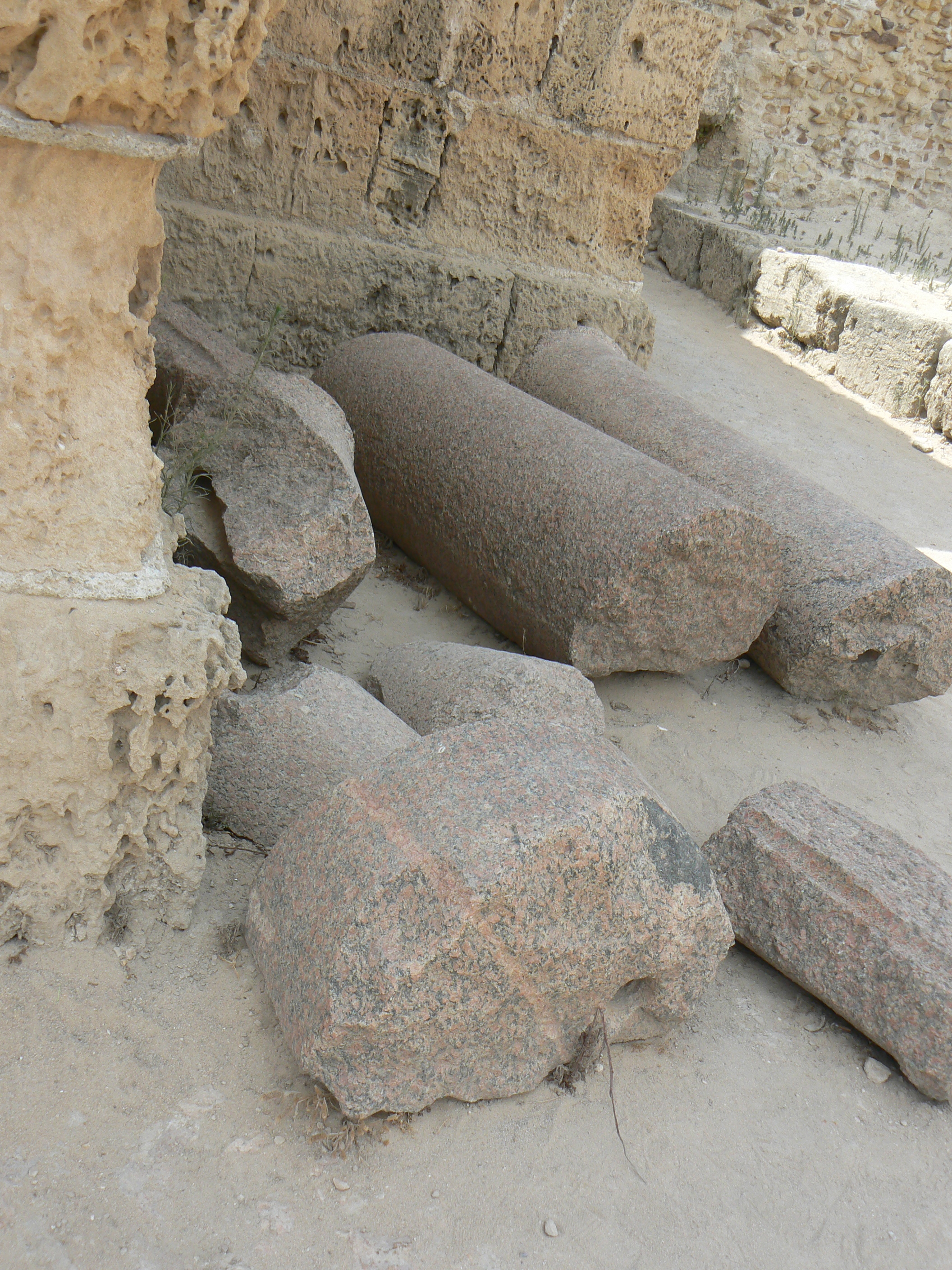
Fragments de fûts de colonnes de marbre rouge.
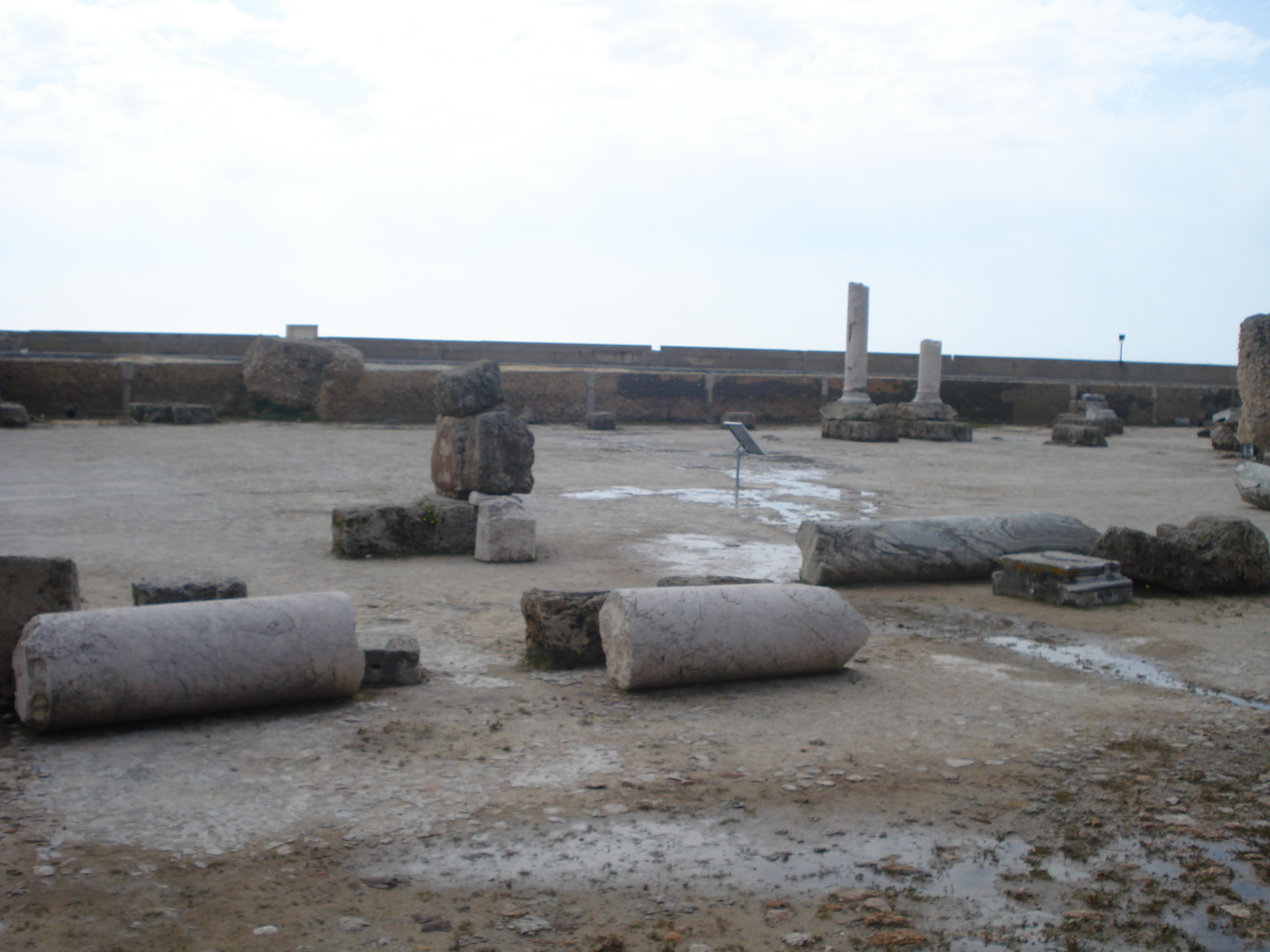
Partie des ruines particulièrement arasée.

Outre les riches marbres utilisés, des éléments de placage de marbre dits opus sectile ont été retrouvés sur le site, de même que des mosaïques à motifs géométriques ; Alexandre Lézine a d'ailleurs pu en restituer une partie du motif. Certains espaces étaient munis de dalles de marbre, dont le grand frigidarium.
Parmi les autres éléments remarqués figuraient les caissons de plafond, certaines voûtes décorées de mosaïques, en particulier celles du tepidarium et les chapiteaux corinthiens, l'ordre corinthien y étant le plus utilisé conformément à la pratique romaine.

Fragments d'ornementation
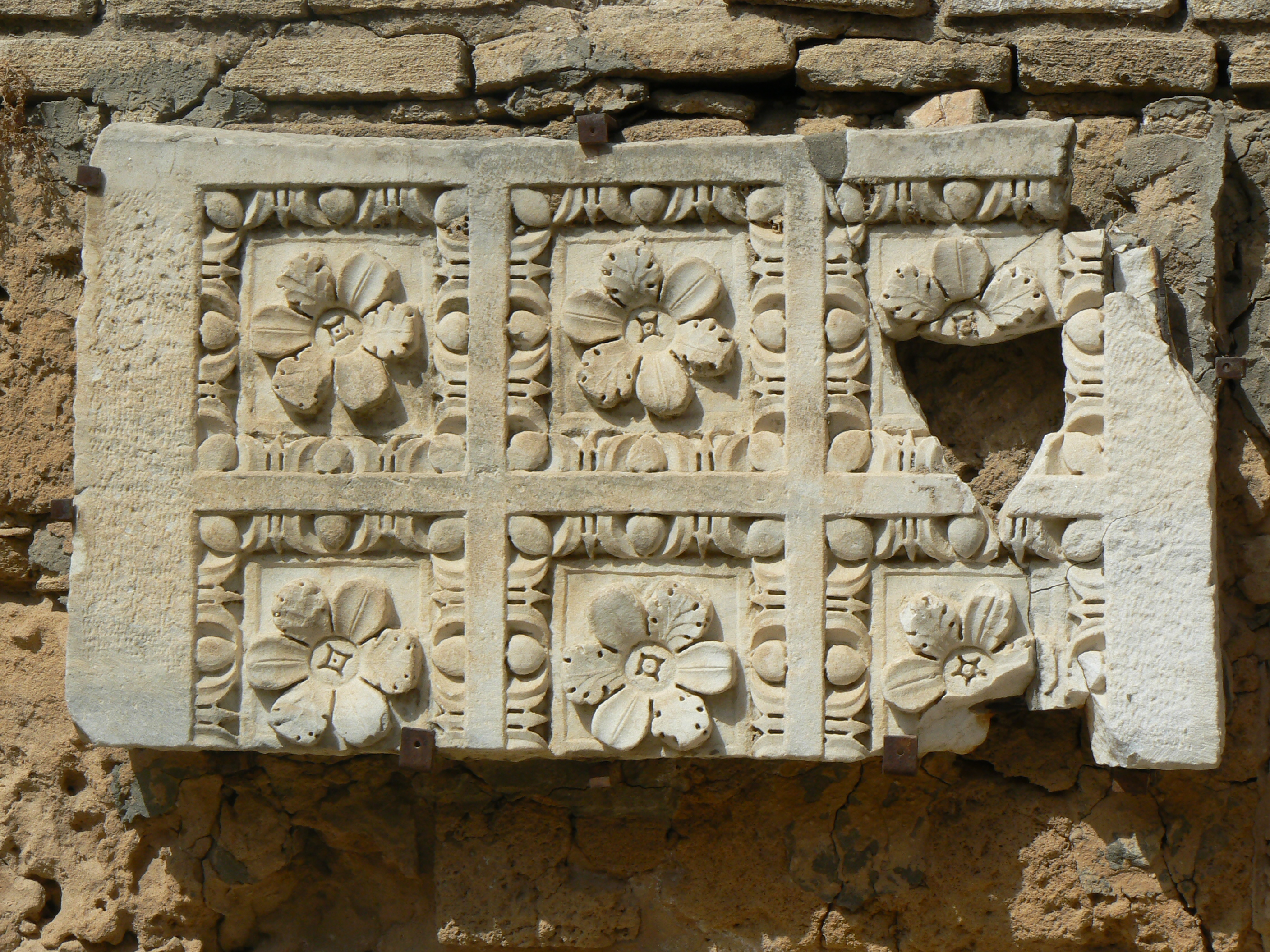
Fragment de caisson de plafond exposé dans le sous-sol des thermes.
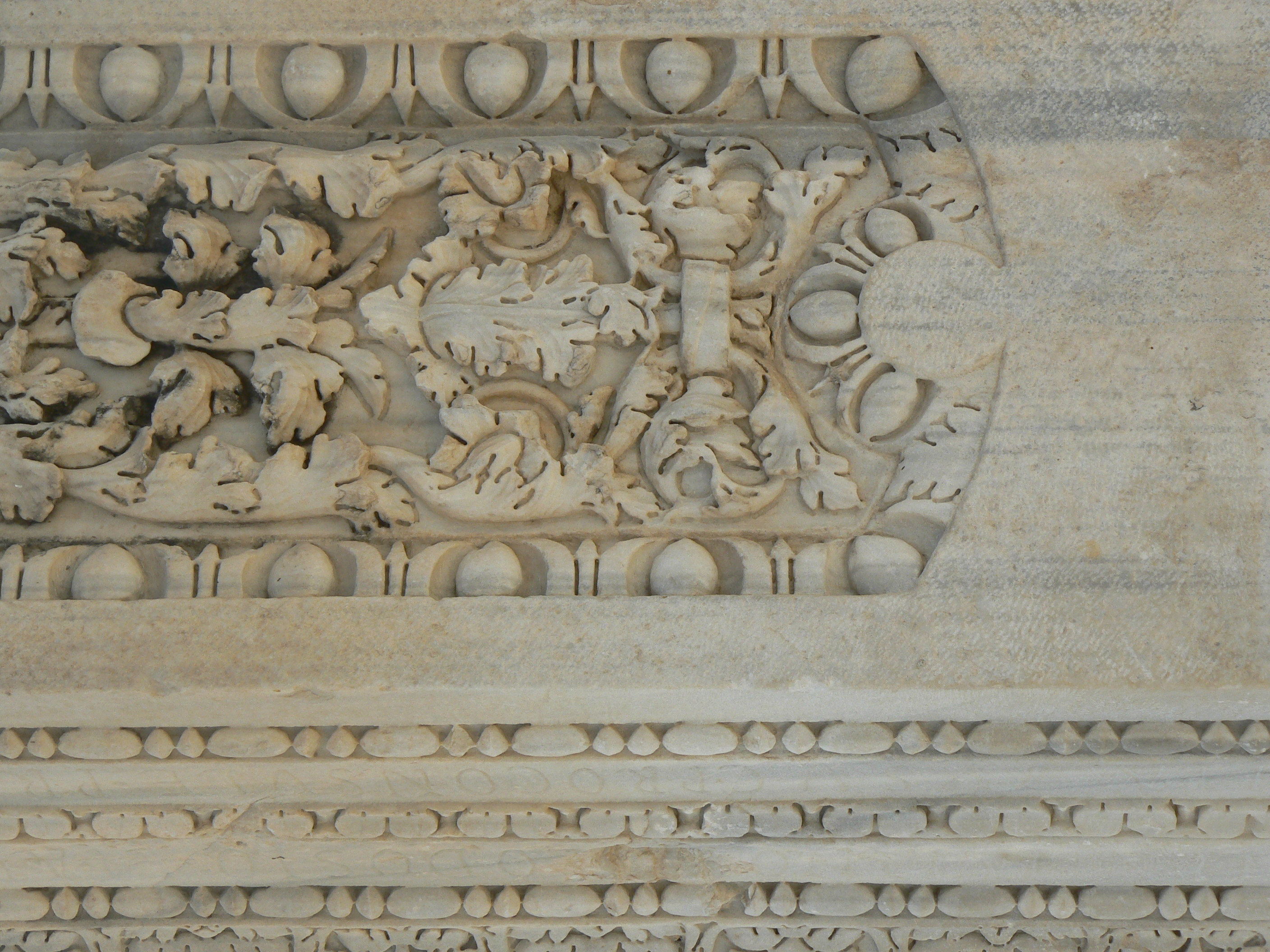
Fragment de frise exposé dans le sous-sol des thermes.

Il reste peu de choses des œuvres d'art en raison de la dévastation dont a été l'objet le site. Il est possible de signaler toutefois la découverte de deux piliers hermaïques de schiste noir. Ces deux éléments sont datés du milieu du IIe siècle.
Outre des fragments de statues de divinités, des têtes de statues impériales ont également été dégagées : une tête de marbre blanc représentant l'empereur Constance II, mais aussi des têtes représentant les empereurs Antonin le Pieux et Geta, ainsi que les impératrices Faustine l'Ancienne et Faustine la Jeune. Ces découvertes peuvent laisser supposer que le complexe était richement orné de sculptures, incluant peut-être une destination politique à l'édifice.

Sculptures à caractère ornemental
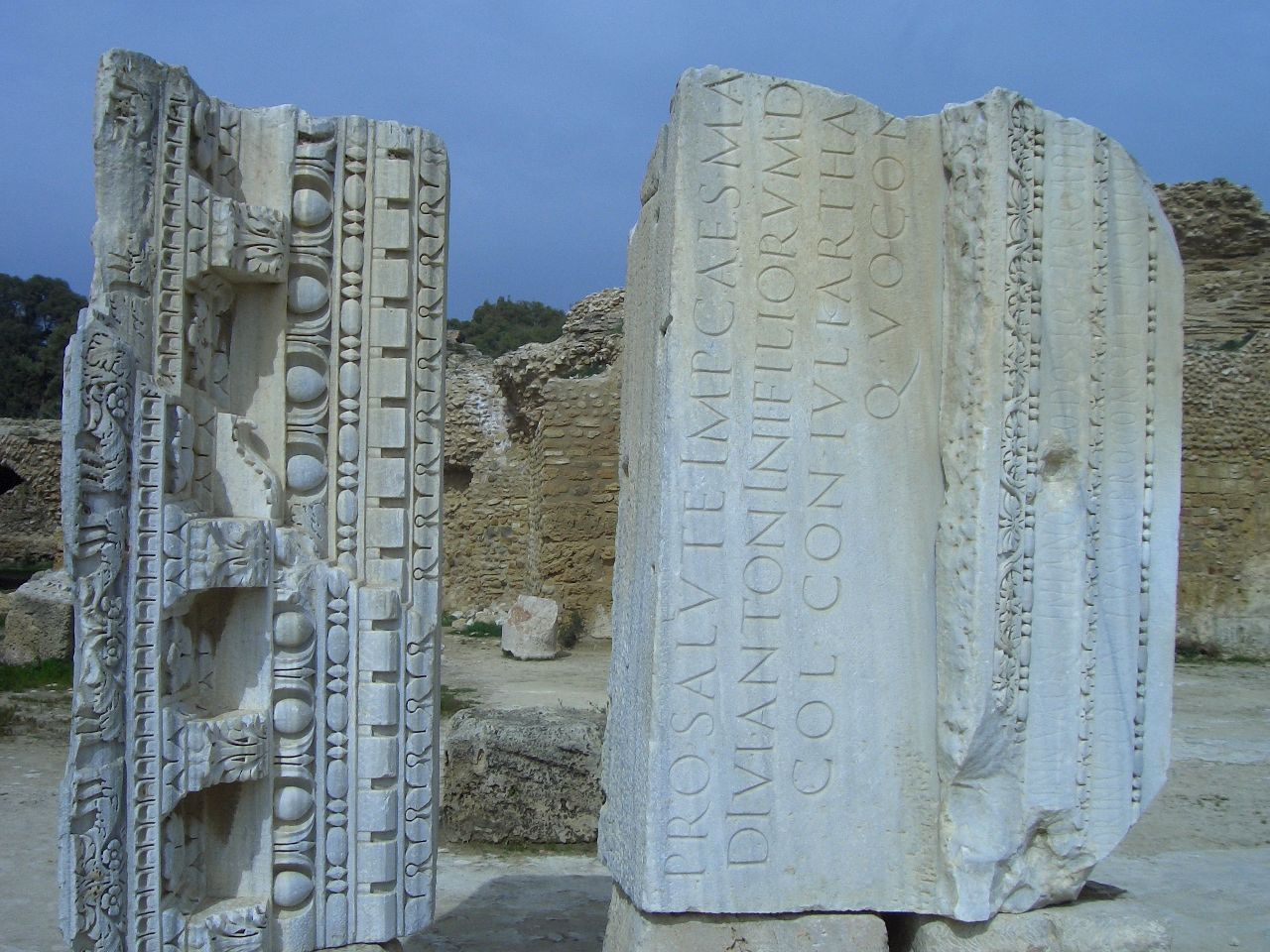
Éléments sculptés et fragments d'inscription de l'entablement et de la corniche.
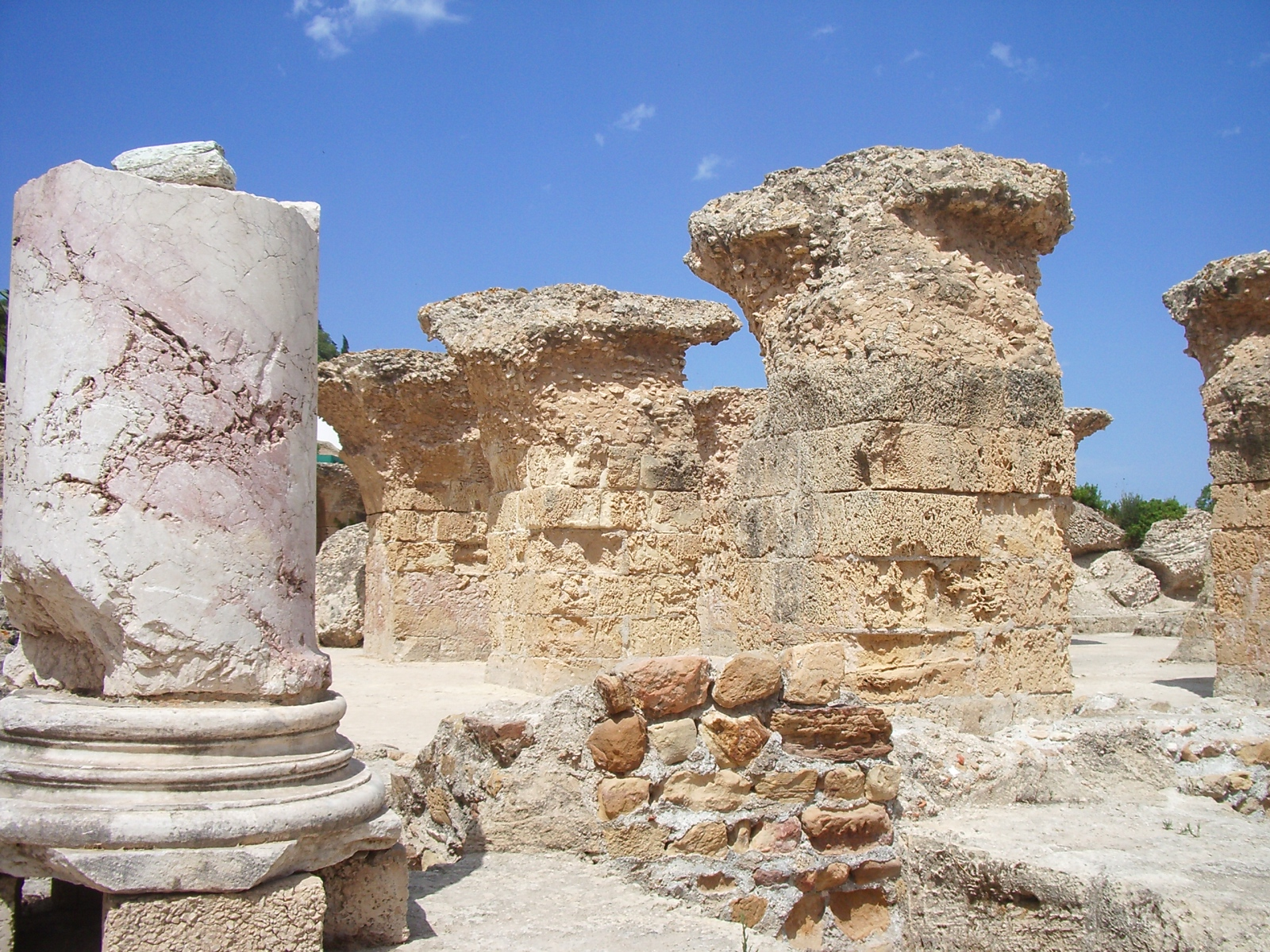
Vestiges de piliers et colonnes.
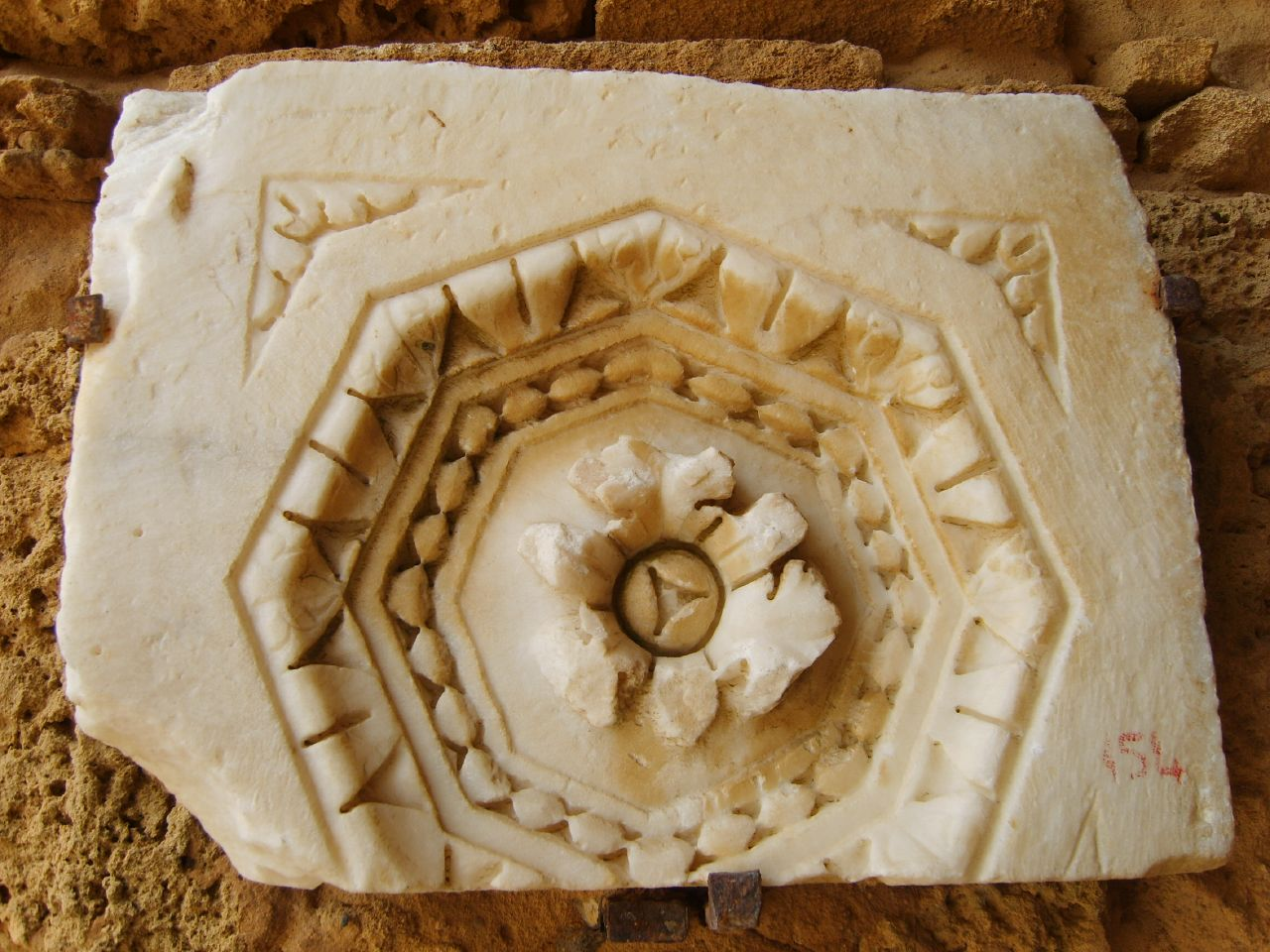
Fragment d'un caisson.

## Autres éléments significatifs du parc archéologique des thermes
L'élément majeur du parc est sans conteste la bâtisse thermale. Cependant, dans sa partie haute, se trouvent quelques éléments intéressants qui appartiennent aux diverses périodes de l'histoire de la ville punique, romaine et byzantine. L'état de préservation de ces éléments est toutefois inquiétant et ils sont parfois difficilement identifiables.

Plan du parc des thermes d'Antonin.

Le parc abrite plusieurs sépultures puniques de deux types, à la fois des fosses à puits et des tombeaux construits de type « tombe à dromos ».
En 1951 a été fouillé un bâtiment considéré comme une schola par son découvreur.
Deux basiliques chrétiennes, dites de Douimès (« voûtes » en arabe), ont été bien conservées lors de leur découverte, avec en particulier de belles mosaïques, mais sont actuellement fort dégradées, tant en raison du ruissellement que de l'impact de la fréquentation touristique. La première, qui est datée du début de l'époque byzantine, possédait trois nefs et fut découverte dans un état relativement endommagé. Dans son environnement proche, les archéologues ont trouvé un cimetière chrétien et un tombeau punique du Ve siècle av. J.-C.. La seconde basilique était plus grande avec cinq nefs et deux sacristies ; ce complexe possédait en outre un baptistère ainsi qu'un autre élément ayant sans doute servi de martyrium, lieu où l'on rendait un culte à des saints. Une chapelle souterraine dite d'Astérius a été remontée dans le parc en 1952, peu après sa découverte en décembre 1951 entre le lycée de Carthage et la « fontaine aux mille amphores » (quartier Bordj Djedid-Sainte Monique) ; le vestibule comportait une mosaïque marine, la nef possédant une mosaïque à décor géométrique alternant avec des représentations d'oiseaux. Le chœur abrite une mosaïque représentant deux paons autour d'un cratère. Les fouilleurs ont retrouvé lors de la découverte des monnaies de l'empereur byzantin Maurice, les mêmes évoquant une utilisation multiple de ce lieu de sépulture et une construction au Ve siècle. Une belle inscription séparait la nef de l'abside, livrant le nom d'Astérius donné à la construction.
Une maison dite « de la cachette » a permis de retrouver de nombreuses statues de divinités dans une cave recouverte d'un sol de mosaïques. Les archéologues ont supposé que ces statues avaient été cachées au moment du triomphe du christianisme dans la région. Le quartier d'habitation est cependant fort mal conservé car il n'a pas vu de mesures de consolidation outre le réseau des voies. Des fours de potier ont également été retrouvés par les archéologues mais leurs traces en sont désormais fort ténues.

Autres vestiges du parc
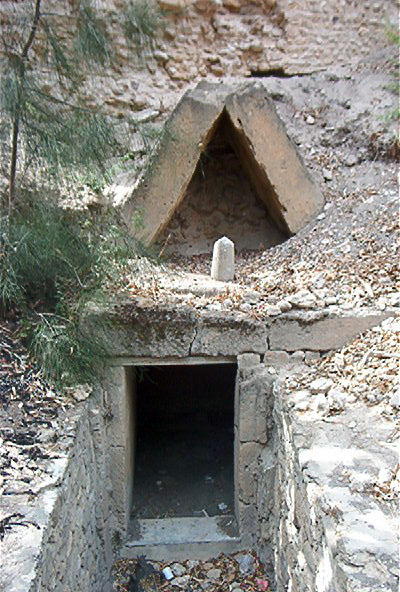
« Tombe à dromos » du parc.
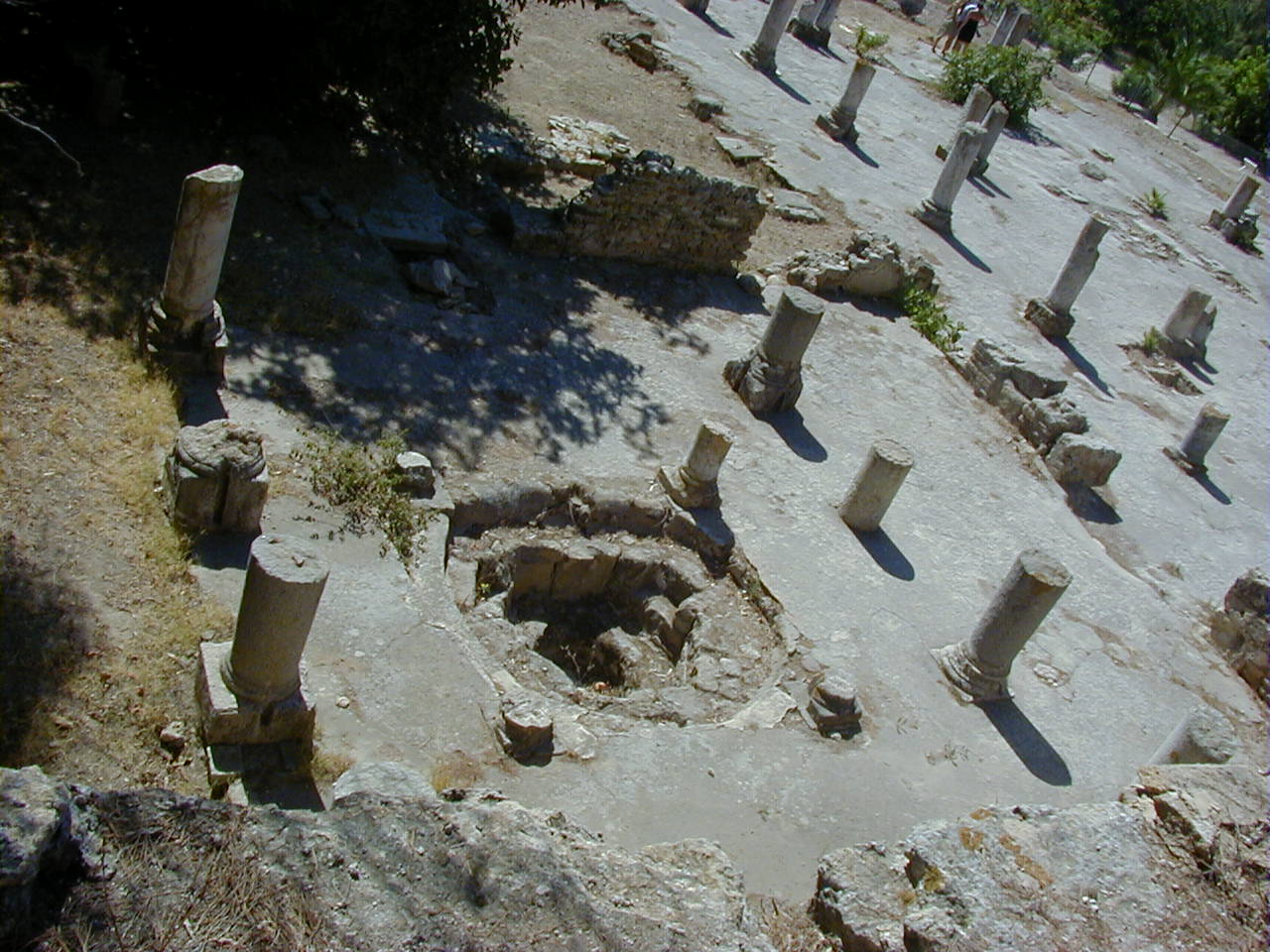
Basilique de Douimès et baptistère.
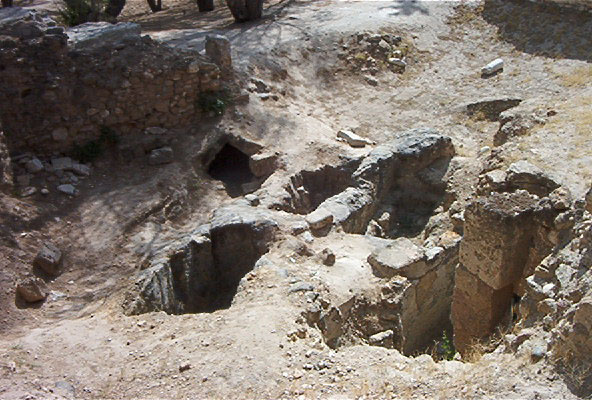
Tombes puniques à puits du parc.
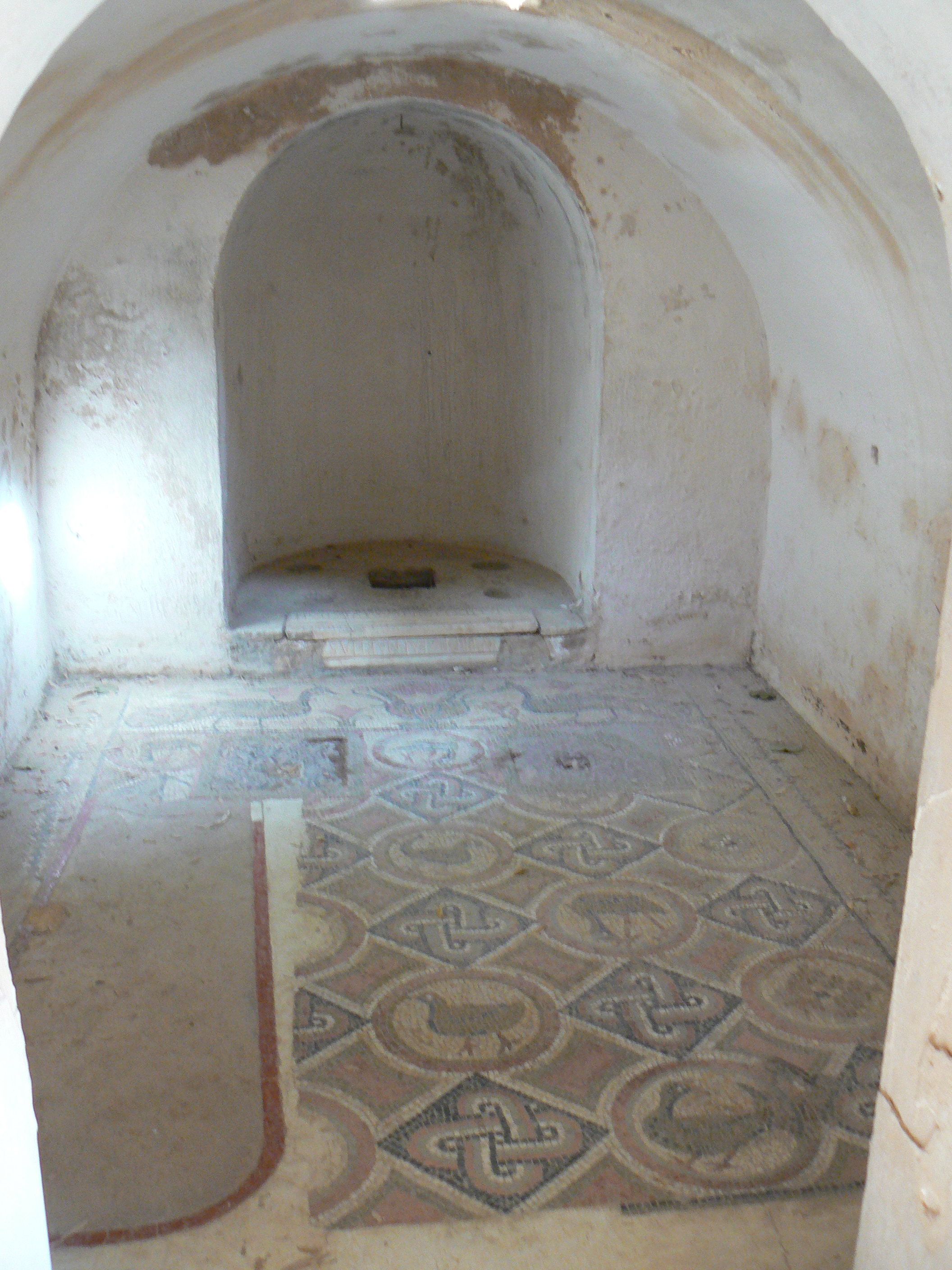
Chapelle d'Astérius.
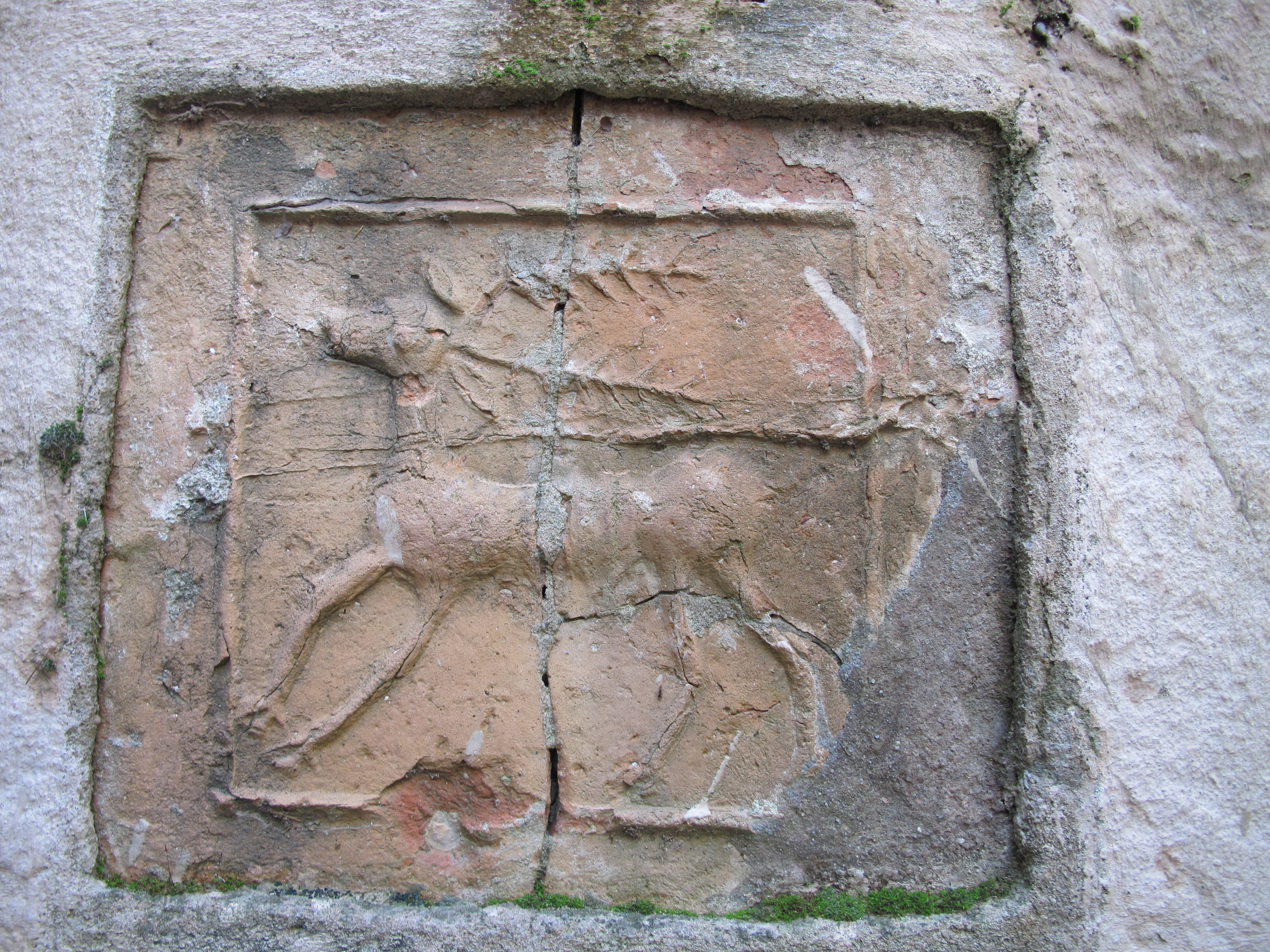
Carrelage mural dans la chapelle d'Astérius.

## Présent et avenir du parc et des thermes

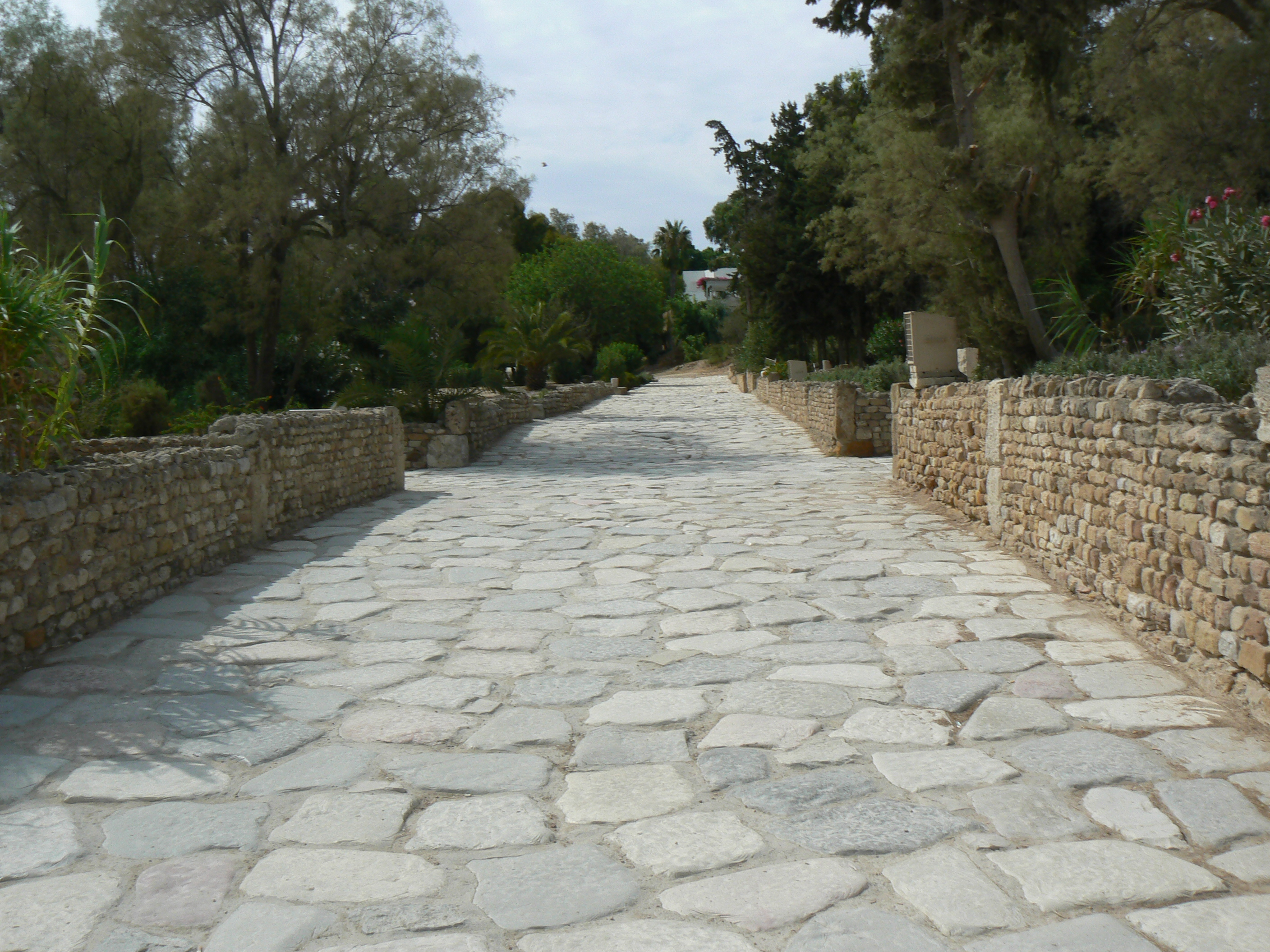
Une des rues romaines du parc des thermes d'Antonin.

Le parc des thermes d'Antonin est l'un des points principaux de la découverte de la cité antique de Carthage. Cependant, seuls les thermes font l'objet d'une attention particulière, le reste du parc étant laissé dans un état de conservation inquiétant : les mosaïques en place se dégradent, les éléments archéologiques sont difficilement accessibles et semblent parfois à l'abandon.
À la source de ces dégradations se trouvent non seulement les intempéries et le ruissellement des eaux pluviales sur des vestiges fragiles mais également une certaine inconscience de visiteurs indélicats selon Abdelmajid Ennabli et Hédi Slim. Une remise en état semble toutefois à l'œuvre au printemps 2009.

### Ouvrages sur les thermes ou autres éléments du parc archéologique
- Alexandre Lézine, Les thermes d'Antonin à Carthage, Tunis, Société tunisienne de diffusion, 1969 (BNF 35337063). .
- Alexandre Lézine, Carthage, Utique. Études d'architecture et d'urbanisme, Paris, Éditions du Centre national de la recherche scientifique, coll. « Centre de recherches sur l'Afrique méditerranéenne / Archéologie », 1968 (BNF 33079107). .
- Alexandre Lézine, Colette Picard et Gilbert Charles-Picard, « Observations sur la ruine des thermes d'Antonin à Carthage », CRAI, vol. 100, no 4,‎ 1956, p. 425-430 (lire en ligne, consulté le 9 avril 2018). .
- Alexandre Lézine et Noël Duval, « La chapelle funéraire souterraine dite d'Astérius, à Carthage », Mélanges d'archéologie et d'histoire, no 71,‎ 1959, p. 339-357 (ISSN 0223-4874, lire en ligne, consulté le 9 avril 2018). .
- Gilbert Charles-Picard, « Une schola de collège à Carthage », CRAI, vol. 96, no 2,‎ 1952, p. 215-218 (lire en ligne, consulté le 9 avril 2018). .
- Gilbert Charles-Picard, « Sur quelques chapiteaux historiés des thermes d'Antonin à Carthage », Karthago, no 4,‎ 1952, p. 97-119. .
- Jacques Vérité, Thermes d'Antonin : anastyloses au frigidarium, Paris, Unesco, 1985, 24 p. (lire en ligne). .
- Jacques Vérité, « Ordre et désordres architecturaux aux thermes d'Antonin à Carthage », CEDAC Carthage, no 7,‎ 1986, p. 26-34. .
- Jacques Vérité, « Introduction », CEDAC Carthage, no 11,‎ 1990, p. 47-49. .
- Jacques Vérité, « Sondages et relevés », CEDAC Carthage, no 13,‎ 1993, p. 54-63. .
- Jacques Vérité, « Stéréotomie et fragments de façade », CEDAC Carthage, no 14,‎ 1994, p. 17-25 et 52-54. .
- Jacques Vérité, « Recherches sur la façade maritime des thermes », CEDAC Carthage, no 18,‎ 1998, p. 36-44. .
- Jacques Vérité, « La restitution des thermes : architecture et urbanisme », CEDAC Carthage, no 18,‎ 1998, p. 44-48. .

### Ouvrages généraux
- Aïcha Ben Abed-Ben Khedher, Le musée du Bardo, Tunis, Cérès, 1992 (ISBN 9973-700-83-X).
- Azedine Beschaouch, La légende de Carthage, Paris, Gallimard, coll. « Découvertes Gallimard / Archéologie » (no 172) », 1993, 176 p. (ISBN 2-07-053212-7). .
- Claude Briand-Ponsart et Christophe Hugoniot, L'Afrique romaine : de l'Atlantique à la Tripolitaine, 146 av. J.-C. - 533 apr. J.-C., Paris, Armand Colin, 2005, 569 p. (ISBN 2-200-26838-6).
- Paul Corbier et Marc Griesheimer, L'Afrique romaine, 146 av. J.-C. - 439 apr. J.-C., Paris, Ellipses, 2005, 432 p. (ISBN 2-7298-2441-3).
- Abdelmajid Ennabli et Hédi Slim, Carthage : le site archéologique, Tunis, Cérès, 1993 (ISBN 978-9973-700-83-4). .
- Jean-Claude Golvin, L'Antiquité retrouvée, Paris, Errance, 2003, 191 p. (ISBN 2-87772-266-X). .
- Pierre Gros, L'architecture romaine du début du IIIe siècle av. J.-C. à la fin du Haut-Empire, t. 1 : Les monuments publics, Paris, Picard, coll. « Les manuels d'art et d'archéologie antiques », 1996, 503 p. (ISBN 2-7084-0500-4). .
- Pierre Gros, « Carthage romaine, résurrection d'une capitale », dans Mégapoles méditerranéennes : géographie urbaine rétrospective (actes du colloque tenu à Rome du 8 au 11 mai 1996), Paris, 2000, p. 534-544.
- Madeleine Hours-Miédan, Carthage, Paris, Presses universitaires de France, 1982, 126 p. (ISBN 2-13-037489-1).
- Christophe Hugoniot, Rome en Afrique : de la chute de Carthage aux débuts de la conquête arabe, Paris, Flammarion, 2000, 349 p. (ISBN 2-08-083003-1). .
- André Laronde et Jean-Claude Golvin, L'Afrique antique : histoire et monuments, Paris, Taillandier, 2001, 224 p. (ISBN 2-235-02313-4).
- Yann Le Bohec, Histoire de l'Afrique romaine : 146 avant J.-C.-439 après J.-C., Paris, Picard, 2005, 282 p. (ISBN 2-7084-0751-1). .
- Ammar Mahjoubi, Villes et structures de la province romaine d'Afrique, Tunis, Centre de publication universitaire, 2000, 271 p. (ISBN 9973-937-95-3).
- Guillemette Mansour, Tunisie : musée à ciel ouvert, Tunis, Dad, 2007 (ISBN 978-9973-51-213-0 et 9973-51-213-8).
- Colette Picard, Carthage, Paris, Les Belles Lettres, 1951 (BNF 32527267). .
- Hédi Slim, La Tunisie antique : de Hannibal à Saint-Augustin, Paris, Mengès, 2001, 359 p. (ISBN 2-85620-421-X). .
- Yvon Thébert, Thermes romains d'Afrique du Nord et leur contexte méditerranéen : études d'histoire et d'archéologie, Rome, École française de Rome, coll. « Bibliothèque des écoles françaises d'Athènes et de Rome » (no 315), 2003, 733 p. (ISBN 2-7283-0398-3). .
- Collectif, La Tunisie, carrefour du monde antique, Dijon, Faton, coll. « Les dossiers d'archéologie » (no 200), 1994, 135 p. (ISBN 978-2-87844-020-1).
- Collectif, Pour sauver Carthage : exploration et conservation de la cité punique, romaine et byzantine, Paris/Tunis, Unesco/INAA, 1992, 251 p. (ISBN 92-3-202782-8).
- Collectif, L'Afrique romaine, 69-439, Neuilly-sur-Seine, Atlande, 2006, 383 p. (ISBN 2-35030-002-1). .